# Вайден-ам-Зее
Вайден-ам-Зее (нім. Weiden am See) — ярмаркова громада округу Нойзідль-ам-Зее у землі Бургенланд, Австрія.
Вайден-ам-Зее лежить на висоті  127 м над рівнем моря і займає площу  32,5 км². Громада налічує 2278 мешканців. 
Густота населення 70/км².  
|                                        |
| Вайден-ам-Зее на мапі округу та землі. |

 Адреса управління громади:  7121 Weiden am See.

## Демографія
Історична динаміка населення міста за даними сайту Statistik Austria

## Виноски
1. ↑  Dauersiedlungsraum der Gemeinden Politischen Bezirke und Bundesländer - Gebietsstand 1.1.2018 — Статистичне управління Австрії.
2. ↑  Einwohnerzahl 1.1.2018 nach Gemeinden mit Status, Gebietsstand 1.1.2018 — Статистичне управління Австрії.
3. ↑  www.weiden-see.at. Архів оригіналу за 30 травня 2022. Процитовано 7 червня 2022.
4. ↑  Gemeindedaten von Weiden am See. Архів оригіналу за 29 вересня 2007. Процитовано 14 жовтня 2013.

| Австрія | Це незавершена стаття з географії Австрії. Ви можете допомогти проєкту, виправивши або дописавши її. |